# Petar Josić
Petar Josić (mađ. Petrus Iosics, Petrus Iosich, Joszity hrv. i Jozić) (Budim, 15. svibnja 1717. – Subotica, 16. lipnja 1789.) je bio bački hrvatski javni djelatnik, po struci pravnik. Istaknuo u borbi subotičkih Hrvata za to da Subotica stekne status povlaštene komorske varoši (trgovišta), a poslije status slobodnog kraljevskog grada. Kad su to i postali, to je bilo uvelike njegovom zaslugom.
24. siječnja 1743. postao je bilježnik Subotičkog vojnog šanca, koji je tih godina bio dijelom poluvojne samoupravne jedinice Potiske vojne granice. 
Godine 1774. Petar Josić izabran je za sudca varoši Sveta Marija, današnje Subotice. Funkcija sudca onda je značila biti prvim čovjekom Subotice.
Kad je Subotica na molbu mjesnih velikana 22. siječnja 1779. postala slobodni kraljevski grad, kraljevski povjerenik Andrija Vlašić reorganizirao je gradsku upravu. Dne 4. rujna 1779. je na molbu gradskog vijeća (magistrata) za nadbilježnika postavio Antuna Parčetića, koji se pokazao vještim, revnim i sposobnim u zadaćama u svezi s elibertacijom grada. Magistrat su činili još gradonačelnik Luka Vojnić i senatori Josip Mamužić, Martin Mamužić, Toma Rudić, Petar Josić, Nikola Sagmeister, Šime Prčić, Dragutin Kovač, Ivan Sučić, Šime Romić, Albert Kopunović, Grgo Kopunović i Stipan Kujundžić.

## Vanjske poveznice
- (mađarski) Vajdasági Magyar Digitális Adattár Pačir
- (mađarski) 233. országos ölés ociober 25. 1870.